# Islamul în Uzbekistan
Islamul este religia majoritară în Uzbekistan, conform statisticilor 90% din populație se declară de religie islamică.

## Istorie
Islamul este prezent pe teritoriul Uzbekistanului din secolul 800 d.Hr., când arabii au venit în Asia Centrală. 